# Williams X-Jet
Il Williams X-Jet (inizialmente noto come WASP, Williams Aerial Survey Platform) era un velivolo sperimentale a decollo ed atterraggio verticale sviluppato dalla statunitense Williams International agli inizi degli anni settanta.
Il velivolo (cui era stato dato il nomignolo di "pulpito volante"). era spinto da un motore aeronautico turboventola Williams WR19-9, potenziato rispetto alla versione base WR19.
Era progettato per trasportare una persona e poteva muoversi in ogni direzione, accelerando fino ad una velocità di poco inferiore a 100 km/h o rimanendo a punto fisso con una autonomia di circa 45 minuti. L'X-Jet fu valutato dalla United States Army negli anni ottanta, ma giudicato inferiore rispetto agli elicotteri (per il trasporto truppe) e ai velivoli senza pilota (per compiti di ricognizione) e quindi scartato definitivamente nel 1989.